# 費爾菲爾德鎮區 (內布拉斯加州克萊縣)
費爾菲爾德鎮區（英語：Fairfield Township）是位於美國內布拉斯加州克萊縣的一個行政鎮區。

## 地方資料
費爾菲爾德鎮區的面積為93.58平方千米，當中陸地面積為93.55平方千米，而水域面積為0.03平方千米。根據2020年美國人口普查的數據，當地共有人口516人，而人口密度為每平方千米5.51人。